# Leutário I

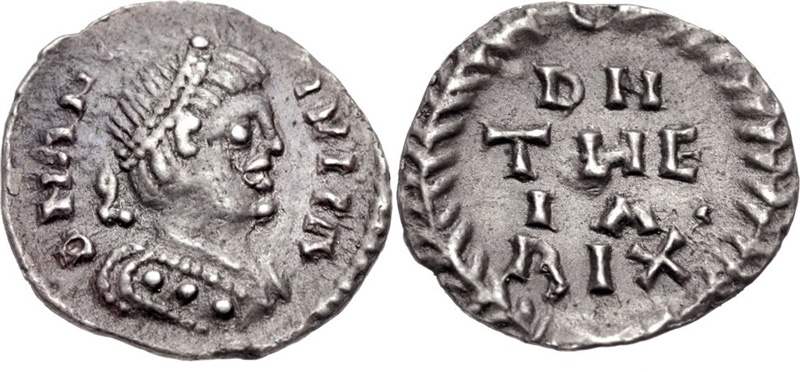
1/4 de síliqua de Teia r.

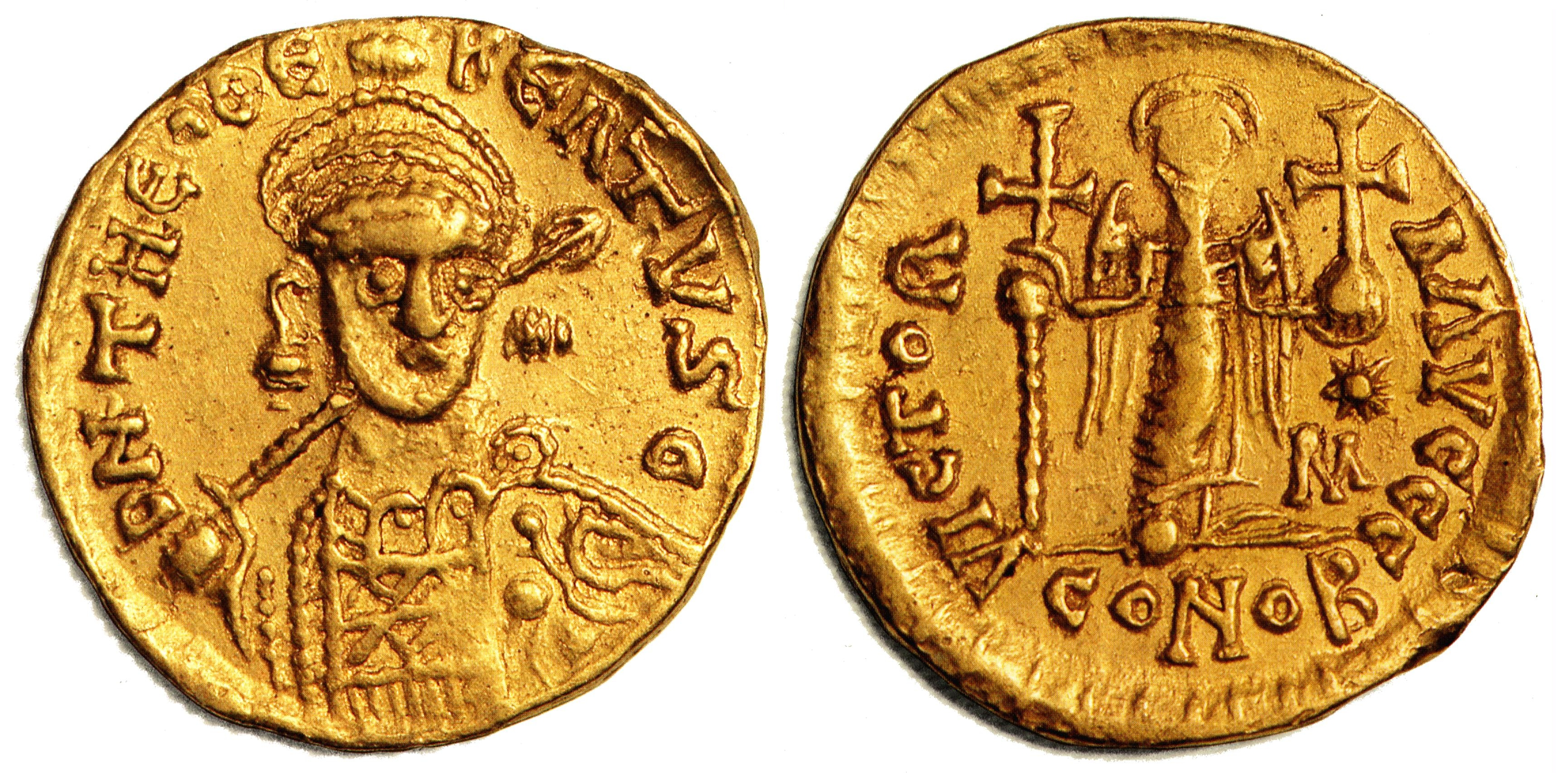
Soldo de r.

Leutário (em latim: Leutharius; em grego: Λεύθαρις; romaniz.: Leútharis) foi um alamano do século VI, irmão de Butilino.

## Vida
Leutário era um nobre e teve grande influência entre os francos do rei Teodeberto I (r. 533–548). Em 547, ele e/ou seu irmão tornar-se-ia duque dos alamanos. No final de 552, com a morte do rei Teia (r. 552), os ostrogodos dirigiram-se à corte do rei Teodebaldo (r. 548–555) procurando uma aliança contra os bizantinos vitoriosos. Teodebaldo recusou-se a ajudar, mas Butilino e Leutário abraçaram a ideia, considerando a possibilidade de conquistarem a Itália e Sicília do general Narses, e alegadamente, segundo Agátias, reuniram um exército franco-alamano de 70 000 soldados.
Cruzaram o rio Pó no verão de 553 e ocuparam Parma. Pensa-se que a principal força franca permaneceu estacionada em Parma no inverno de 553/554. Na primavera de 554, o exército invasor dirigiu-se ao sul vagarosamente, atacando e saqueando tudo em seu caminho. Ao chegar em Sâmnio, Butilino e Leutário dividiram desigualmente suas forças, com o primeiro permanecendo com a maior parte. Leutário avançou pela Apúlia e Calábria tão longe quanto Hidrunto, causando muitos danos e obtendo muito butim.
Entre o fim da primavera e começo do verão, Leutário sugeriu ao irmão que retornassem para a Gália com aquilo que já haviam saqueado, porém ele se recusou. Leutário então partiu sozinho para o norte com intuito de salvaguardar seu butim antes de enviar de volta seus efetivos para Butilino. Em Fano, em Piceno, foi emboscado e perseguido pelas tropas dos generais Artabanes e Uldaco que estavam estacionadas em Pisauro. Em meio a confusão, muitos dos prisioneiros francos escaparam, levando consigo o butim.
De Fano, Leutário moveu-se para norte, deixando a costa e atravessando Pisauro na direção da Emília Romanha e dos Alpes Cócios. Ao cruzar o rio Pó na Venécia, acampou em Ceneta, uma cidade então sob posse dos francos. Seu exército, contudo, foi acometido por uma doença e diz-se que Leutário morreu miseravelmente e insano. Também alega-se que todo seu exército pereceu.